# Betzy Akersloot-Berg
Betzy Rezora Akersloot-Berg (16 décembre 1850 - 18 décembre 1922) est une peintre de paysages et de marines d'origine norvégienne qui passe la majeure partie de sa carrière sur l'île néerlandaise de Vlieland en Frise.

## Biographie
Elle nait dans le village d'Aurskog à Akershus, en Norvège. Ses parents, Casper Cristiansen Berg (1828-1914) et Bartha Nordbye (1829-1912) sont propriétaires terriens. Plus tard, ils déménagent à Christiania (aujourd'hui Oslo) où son père devient homme d'affaires.
À l'origine, elle suit une formation d'infirmière, puis travaille comme infirmière et missionnaire parmi les Samis du Finnmark. Cependant, elle se sent attirée par la peinture et décide finalement de prendre des cours à l'Académie nationale norvégienne de l'artisanat et de l'industrie des arts (Statens håndverks- og kunstindustriskole), où elle étudie avec Wilhelm von Hanno et Frits Thaulow. Plus tard, elle travaille avec Otto Sinding et le suit lorsqu'il part à Munich en Allemagne.
Lors d'un voyage à Vienne, elle voit quelques œuvres du peintre de marine hollandais Hendrik Willem Mesdag, qui l'impressionnent beaucoup. En 1885, elle a la chance de le rencontrer, lui et sa famille. Cela la conduit à étudier avec lui dans son atelier de La Haye. Elle devient une amie proche de sa femme, Sina Mesdag-van Houten, qui peint un portrait d'elle. En 1890, elle étudie brièvement avec Puvis de Chavannes à Paris.
Grâce à eux, elle rencontre Gooswinus Gerardus Akersloot (1843-1929), ancien maire de Hoevelaken, qui vient de perdre sa femme. Ils se marient en 1893. Trois ans plus tard, ils s'installent à Oost-Vlieland où ils achètent la plus vieille maison de la ville et la baptisent « Tromp's Huys », en l'honneur de l'amiral Cornelis Tromp. Bien qu'isolée, elle voyage chaque été et peut participer à des expositions dans toute l'Europe. Elle voyage sur la côte norvégienne ainsi que dans d'autres communautés côtières européennes pour peindre des paysages côtiers. En plus de la peinture, elle dirige une école du dimanche et une société de couture pour filles. Elle y reste jusqu'à sa mort en 1922,.
"Tromp's Huys" devient un musée en 1956. La plupart de ses quelque 300 œuvres y sont conservées et envoyées pour des expositions, notamment une grande rétrospective au Noordelijk Scheepvaartmuseum en 1992. Ils sont également présentés lors d'une exposition spéciale à Aurskog (1996) et d'une autre au Nordkappmuseet (no) à Honningsvåg, près de l'endroit où elle a travaillé avec les Samis (2004).

## Peintures

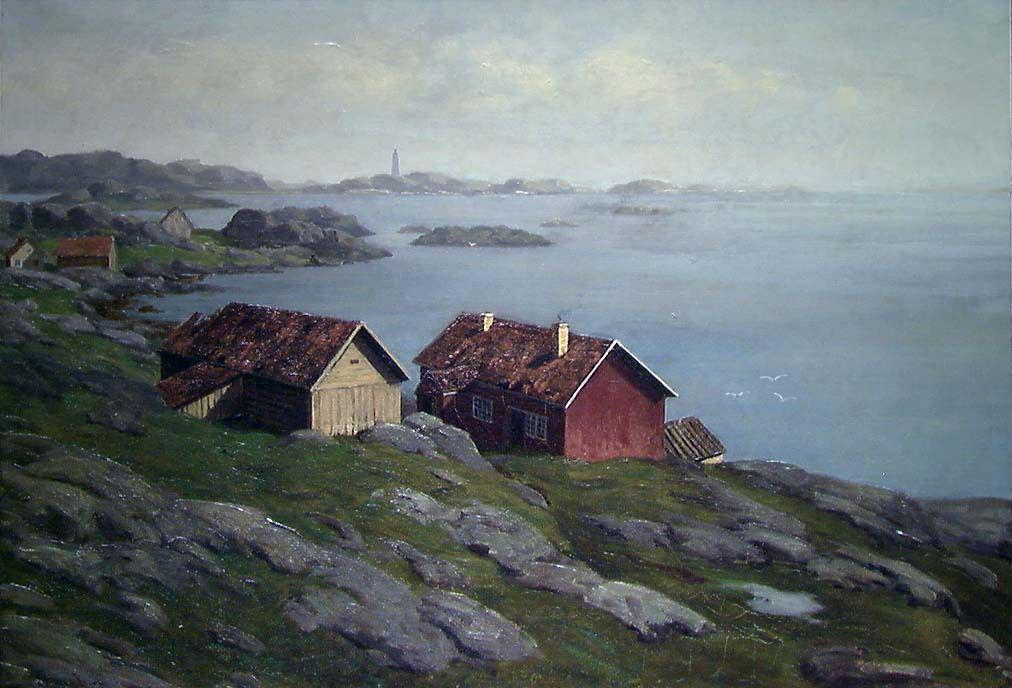
Paysage côtier en Norvège
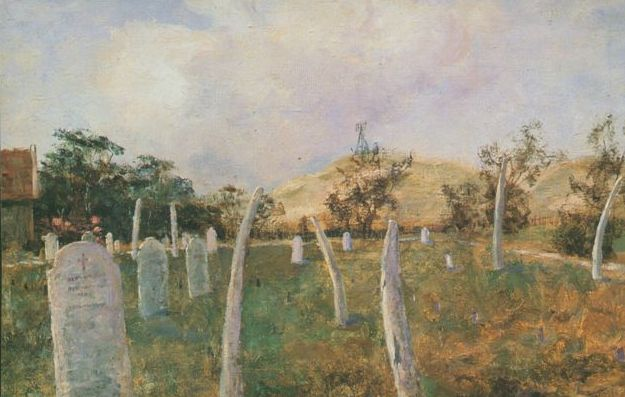
Cimetière avec pierres tombales en os de baleine
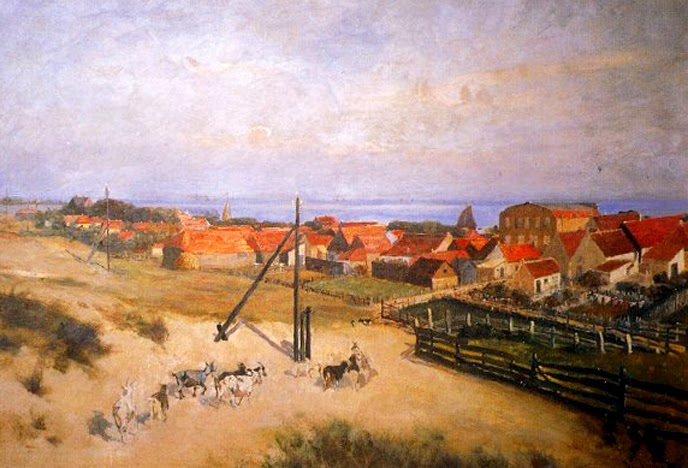
Oost-Vlieland
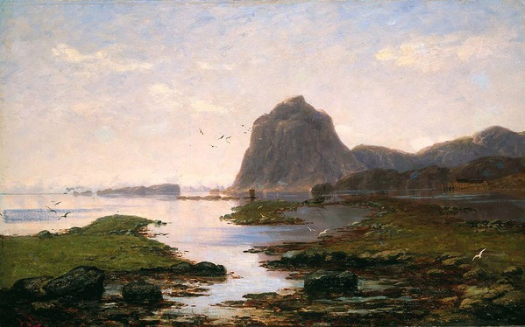
Îles Lofoten